# Сретенка (Самарская область)
Сретенка — деревня в составе сельского поселения Звезда Безенчукского района Самарской области.
Расположена у левого берега реки Чапаевка в 4 км к западу от Чапаевска, в 13 км к востоку от Безенчука и в 1,8 км к северо-востоку от ж.-д. станции Звезда (линии Самара — Сызрань и Звезда — Пугачёв). Через деревню проходит местная автодорога Покровка (Р226) — Купино — Безенчук.

## История
По данным 1859 г. Сретенка — владельческая деревня при речке Чернаве. Значится в 1 стане Самарского уезда Самарской губернии, на правой стороне коммерческого тракта из г. Самара в г. Сызрань. Расположено в 40 верстах от губернского города Самара, в 18 верстах от квартиры станового пристава в селе Екатериновка. В деревне 58 дворов, 189 мужчин, 227 женщин.

## Современность
| 2010 | 2012 | 2013 | 2014 | 2015 | 2016 |
| ---- | ---- | ---- | ---- | ---- | ---- |
| 24   | ↗40  | ↘34  | ↗35  | ↗40  | ↘31  |